# Gardnerycteris
Gardnerycteris (hurtado & Pacheco, 2014) è un genere di pipistrelli della famiglia dei Fillostomidi.

## Etimologia
il genere è stato dedicato allo zoologo statunitense Alfred Lunt Gardner, esperto di mammiferi americani.

## Descrizione

### Dimensioni
Al genere Gardnerycteris appartengono pipistrelli di piccole dimensioni, con lunghezza della testa e del corpo tra 55 e 69 mm, la lunghezza dell'avambraccio tra 46 e 55 mm, la lunghezza della coda tra 15 e 29 mm e un peso fino a 18 g.

### Caratteristiche craniche e dentarie
Il cranio è sottile, con un rostro corto ed arcuato, una scatola cranica tondeggiante e la bolla timpanica piccola ma ben sviluppata. Gli incisivi superiori esterni sono grandi e separati dai canini.
Sono caratterizzati dalla seguente formula dentaria:

### Aspetto
La pelliccia è lunga e lanosa. Le parti dorsali variano dal brunastro chiaro al bruno-nerastro, con una sottile striscia dorsale più chiara in alcune specie, mentre le parti ventrali sono generalmente più chiare. La foglia nasale è molto lunga, larga e con i suoi margini dentellati e frangiati, mentre la porzione anteriore è ben separata dal labbro superiore. Sul mento è presente un profondo solco longitudinale contornato da cuscinetti carnosi o piccole verruche. Le orecchie sono grandi, appuntite e separate, il trago è lungo ed appuntito e presenta due incavi sul bordo posteriore. Le ali sono attaccate posteriormente alla base delle dita dei piedi. La coda è lunga circa la metà dell'ampio uropatagio. Il calcar è più lungo del piede.

## Distribuzione
Il genere è diffuso in America Centrale e meridionale.

## Tassonomia
Il genere comprende 2 specie.
- Gardnerycteris crenulatum
- Gardnerycteris koepckeae

I membri di questo genere erano inclusi fino al 2014 nel genere Mimon.